# ПИТ-фонд
ПИТ-фонд (полное название Межрегиональный фонд содействия развитию в сфере проектирования, инноваций, технологий) — российская негосударственная некоммерческая организация, основанная в Перми в 1996 году. Фонд занимается реализацией общественно значимых проектов, в том числе международных.

## История
За время деятельности фонд реализовал десятки масштабных проектов в социальной, политической, экономической и культурной сферах. Фонд участвовал в подготовке совместных мероприятий в партнерстве с органами законодательной и исполнительной власти, в том числе в Европейских странах, работал с Советом Европы и структурами Евросоюза. Также фонд обеспечивает деятельность парламентского Европейского клуба и ряда других неправительственных организаций.
Начиная с 1997 года, фонд принимал участие в организации и проведении избирательных кампаний на Западном Урале. С 1999 года специалисты фонда участвовали в кампаниях по выборам депутатов Государственной думы. В течение 2000—2001 годов фонд выступал консультантом на выборах глав администраций ряда субъектов РФ и многих муниципальных образований. В конце 2000-х годов фонд готовил законодательные инициативы федерального значения.
С 1997 года фонд выпускает общественно-политическую газету «Прикамье», которая распространяется на Западном Урале по месту расположения штаб-квартиры фонда (Пермь). С 2012 года газета сменила свою тематику — теперь она издается с учётом уклона в культурную сферу.

## Задачи
- Помощь в реализации общественно значимых проектов в социально-политической сфере, экономике и культуре;
- Содействие в подготовке и продвижении законодательных инициатив;
- Организация конференций, семинаров, презентаций в России и Европе, обеспечении их информационной поддержки, консалтинг[3].

### Участие в организации мероприятий
- Второй панъевропейский фестивальный марафон «От Тихого океана до Атлантики» (24 мая — 9 июня 2015 года, Россия, Европа). Марафон являлся продолжением проекта Европейского клуба 2014 года. В 2015 году проект расширил свои границы и прошёл от Владивостока до Порту, захватив 9 российских и европейских городов, включая Гамбург и Милан.
- Второй Казанский общественный форум «Евразийская интеграция: достижения и проблемы» (27—28 ноября 2014, Казань, Россия). Форум прошёл по инициативе «Евразийского диалога» при российском парламентском Европейском клубе. Организаторами мероприятия выступили федеральное агентство «Россотрудничество» и Правительство Республики Татарстан. Программной частью занимался ПИТ-фонд. В первый день форума на основной площадке в Казани прошло 9 секционных дискуссий, где обсуждались вопросы общего финансового рынка на евразийском пространстве, вопросы евразийской интеграции, особенности развития малого и среднего предпринимательства, социальные аспекты евразийской интеграции, вопросы коллективной безопасности и др. Участниками Форума стали представители разных общественных кругов и органов государственной власти России и стран Европы и Азии. Всего в форуме приняли участие представители 15 стран[4]:
- Первый панъевропейский Фестивальный марафон (12—24 июня 2014, Россия, Европа). Цель марафона — продемонстрировать единство европейского культурного пространства от Уральских гор до вод Атлантики. Участники марафона побывали в Перми, Риге, Праге, Вене, Братиславе, на Мальте, в Лондоне и Лиссабоне[5]. В ходе марафона состоялись многочисленные концерты, выставки, презентации, переговоры, конференции и круглые столы.
- Общественный форум «Евразийская экономическая интеграция: достижения и проблемы» (28—29 ноября 2013, Казань, Россия). Форум собрал на основной площадке в Казани представителей из более 40 общественных организаций из 16 стран Евразии[6].
- Международный гуманитарный форум «Русский язык — между Азией и Европой» (30—31 мая 2013, Пермь, Россия). Центральным событием Форума стала международная интернет-конференция, проведенная для обмена мнениями между людьми, живущими в разных странах Европы и Азии, но говорящих на русском языке. Участники конференции обсудили перспективы развития русского языка как средства международного общения. Также была проведена большая книжная ярмарка[7].
- Международная конференция «Евразийский союз: амбиции, проблемы, перспективы» (28—29 июня 2012, Казань, Россия)[8]. Мероприятие было посвящено проработке проблемных моментов создания Евразийского Союза по трем направлениям — гуманитарному, экономическому и политико-правовому[9]. Конференция состояла из трёх рабочих секций и трёх пленарных заседаний, на которых прозвучали доклады послов, депутатов, экспертов[10].
- Международный Форум «Евразийская интеграция в XXI веке» (3 декабря 2012 года, Санкт-Петербург, Россия). Форум собрал более 200 представителей из 10 стран[11], прошёл в Санкт-Петербурге и был посвящён созданию Евразийского союза.